# 창어 (언어)
창어(Qiang, 羌語 강어)는 중국티베트어족의 창어군의 한 언어로 약 14만 명의 창족이 구사한다. 자기 명칭은  르마어(Rma, 尔玛)이다.
크게 북부 방언과 남부 방언으로 나뉘는데, 둘 사이에는 상호 의사소통성이 낮아 별개의 언어로도 분류된다. 북부방언은 티베트 동부와 쓰촨성 북·중부에 걸쳐 사용자가 분포하며, 남부방언은 쓰촨의 민강 유역에서 사용된다. 남부방언은 북부방언과 달리 성조를 가진다.

## 언어
- 북창어(Northern Qiang, 北羌語): 비성조 언어. 화자 약 58,000명 (1999년).
- 남창어(Southern Qiang, 南羌語): 성조 언어. 화자 약 81,000명 (1999년).